# Seguin (Texas)
Seguin è una località degli Stati Uniti d'America, capoluogo della contea di Guadalupe, nello Stato del Texas.